# Ripley (Tennessee)
Ripley é uma cidade localizada no estado norte-americano de Tennessee, no Condado de Lauderdale.

## Demografia
Segundo o censo norte-americano de 2000, a sua população era de 7844 habitantes.
Em 2006, foi estimada uma população de 7719, um decréscimo de 125 (-1.6%).

## Geografia
De acordo com o United States Census Bureau tem uma área de
33,3 km², dos quais 33,2 km² cobertos por terra e 0,1 km² cobertos por água.

## Localidades na vizinhança
O diagrama seguinte representa as localidades num raio de 28 km ao redor de Ripley.